# 韓国の自動車専用道路

韓国の自動車専用道路の標識(1)

韓国の自動車専用道路（かんこくのじどうしゃせんようどうろ）は、大韓民国国内に存在する自動車専用道路中で高速国道を除いた自動車専用道路を称する。韓国の法規上では道路法第61条（自動車専用道路の指定）と第62条（自動車専用道路の通行制限）が適用される道路を意味する。自動車専用道路の指定は道路管理庁が担当し、国道や主な地方道、市街地幹線道路などの主要幹線道路の役割をする道路が指定の対象となる。

## 交通規制
- 自動車専用道路は自動車による以外の方法により、通行してはならない（韓国道路法第62条）。
  - 国土海洋部では通行できない対象に、歩行者、自転車、耕耘機、トラクターなどを言及している。

自動二輪の交通規制

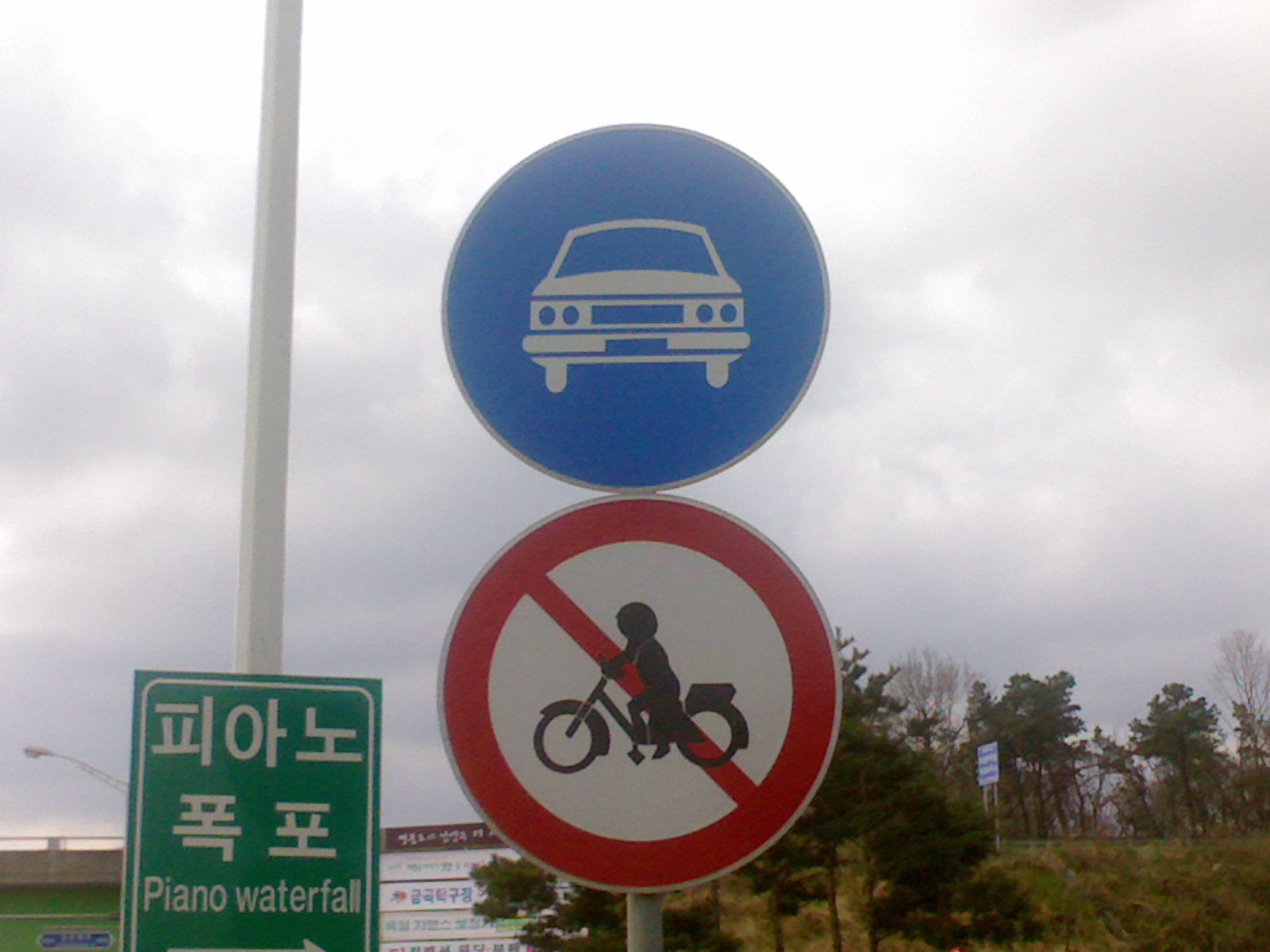
韓国の自動車専用道路（高速国道も含む）の入口に設置された「二輪の自動車通行止め」道路標識。

韓国の自動車専用道路の交通規制で「自動二輪車は緊急自動車（白バイなど）に限って通行でき、その他の自動二輪車は排気量に関係なく通行できない」という規制がある。
- 自動二輪車[1] は緊急自動車（白バイなど）のみが通行が可能、その他の自動二輪車は排気量に関係なく通行できない（韓国道路交通法第63条）。
  - 1992年3月15日以前は、250cc以上の自動二輪車が通行することができた。
  - 高速国道は1972年5月30日まで250cc以上の自動二輪車が通行することができたが、同年6月1日から施行された内務部（現在の行政安全部、内務部治安局は現在の警察庁）告示により、以降はすべての排気量の自動二輪車（白バイなど緊急自動車で指定された自動二輪車を除く）は高速国道を通行できなくなった。
  - この規制はOECD会員国では韓国が唯一施行しているもので、韓国以外の国（東南アジアの一部国家は除外）では施行されていない。

## 関連法
大韓民国道路法第62条(2008年3月21日法律第八九七六号、2008年3月21日施行)
「自動車を使う方法以外の方法で通行したり出入りすることはできない。」
大韓民国道路交通法第58条(1984年8月4日法律第三七四四号、1985年2月5日施行)
「歩行者または自動車以外の車馬は、高速道路または自動車専用道路を通行したり横断してはならない。」
大韓民国道路交通法第58条(1991年12月14日法律第四四二一号、1992年3月15日施行)
「歩行者または自動車（二輪自動車は緊急自動車に限る）以外の車馬は高速道路または自動車専用道路を通行したり横断してはならない。」
大韓民国道路交通法第63条(2005年5月31日法律第七五四五号、2006年6月1日施行)
「自動車（二輪自動車は緊急自動車に限る）以外の車馬の運転者または歩行者は、高速道路などを通行したり横断してはならない。」
大韓民国道路交通法第63条(2011年6月8日法律第一〇七九〇号、2011年12月9日施行)
「自動車（二輪自動車は緊急自動車に限る）以外の車馬の運転者または、歩行者は高速道路などを通行したり横断してはならない。」

## 一覧

### 国道
- 国道1号線
  - 西部幹線道路
- 国道77号線
  - 自由路

### 地方道
- 地方道309号線
  - 果川峰潭都市高速化道路
- 地方道357号線
  - 第二自由路
- 第三京仁高速化道路

### 特別市道・広域市道
ソウル特別市道
- 江辺北路
- オリンピック大路
- 東部幹線道路
- 西部幹線道路
- 南部循環路の一部区間
- 北部幹線道路
- 内部循環路
- 良才大路

仁川広域市道
- 仁川大路
- ムネミ路

大田広域市道
- 川辺都市高速化道路

大邱広域市道
- 新川大路
- 新川東路

釜山広域市道
- 釜山第一都市高速道路
- 釜山第二都市高速道路
- 釜山第三都市高速道路（関門大路、白楊トンネル付近2.34kmは近隣住民の要望により自動車専用道路除外。）
- 釜山外部循環都市高速道路（萇山路）
- 鼎冠産業路
- 巨加大路

蔚山広域市道
- N/A

光州広域市道
- ビッゴウル路
- 武珍大路
- 第二循環路

### 市道
- 盆唐内谷都市高速化道路
- 盆唐水西都市高速化道路
- 金浦漢江路